# Mi gorda bella
Mi gorda bella (Ma belle grosse) est une telenovela vénézuélienne produite par RCTV de 2002 au 2003.

## Distribution
- Natalia Streignard : Valentina Villanueva Lanz / Bella de la Rosa Montiel
- Juan Pablo Raba (en) : Orestes Villanueva Mercouri
- Hilda Abrahamz : Olimpia Mercouri de Villanueva / María Joaquina Crespo (tué dans une explosion près du bateau «Noir»)
- Norkys Batista : Chiquinquira Lorenz Rivero, dite La Chiqui
- Flavio Caballero : Juan Ángel Villanueva
- Jerónimo Gil : Franklin Carreño
- Emma Rabbe : Tza Tza Lanz, dite Sasá
- Mimi Lazo : Eva Lanz de Villanueva (tué par Olimpia après avoir exploité son hélicoptère)
- Marianela González : Pandora Emilia Villanueva Mercouri / Hugo Fuguett
- Hugo Vásquez : Jordi Rosales / Mariannella, dite Nella
- Aileen Celeste : Ariadna Margarita Villanueva Mercouri
- Luciano D'Alessandro : Roman Fonseca (meurt après avoir été abattu par des échos «Franklin»)
- Belén Marrero : Camelia Rivero de Lorenz, dite Muñeca
- Carlos Felipe Alvarez : Aquiles Villanueva Mercouri
- Félix Loreto : Lorenzo Lorenz, dit Lolo
- Joana Benedek : Zoraida Torres Mercouri
- Prakriti Maduro : Ninfa
- Amalia Perez Diaz : Celeste Villanueva de Dupont (tué par Olimpia Mercuri)
- Carlos Marquez : Segundo Villanueva
- Marcos Moreno : Roque Julia (meurt dans l'explosion d'un navire avec "Olimpia")
- Milena Torres - Leticia
- Ana Beatriz Osorio : Beatriz Carreño
- Sandra Martinez - Fabiola
- Daniel Anibal Blasco - Samuel Robinson
- Mayra Africano : Nereida
- Nathalie Cortez : Jessica López "J.Lo" "La Pomposa"
- Kareliz Ollarves : Deborah Pereira
- Laureano Olivares : Careperro
- Rodolfo Renwick : Jorge Campos
- Sonia Villamizar : Natalia
- Aleska Diaz Granados : Vivian Durán
- Daniel Alvarado : José Manuel Sevilla (meurt après avoir été abattu)
- Jose Manuel Ascensao : Ezquinaci
- Llena Aloma : Pepa López Castro, dite Pepita
- Jose Angel Avila : José Ignacio Pacheco
- Abelardo Behna : Alejandro Silva
- Kelvin Elizonde : Juan Carlos
- Jeanette Flores : Consuelito
- Edgar Gómez : Commissaire Pantoja
- José Carlos Grillet : Daniel Eduardo
- Enrique Izquierdo : Macedonio Ortega
- Dora Mazzone : Angélica
- Eric Noriega : Benigno Matiz
- Sandy Olivares : Javier
- Martha Pabon : Gladiola
- Kristin Pardo : Carmen
- Miguel Ángel Pérez : Boligoma
- Manuel Salazar : Luis Felipe Villanueva (tué par "Olimpia" après avoir été poussé du balcon)
- Israel Baez : Guillermo Andrés
- Gabriela Santeliz : Rita
- Soraya Sanz : Mamá Dolores (tué par Roque)
- Jesús Seijas : Mateo
- Manuel Sosa : Joel
- Elisa Stella : Doña Elena

## Autres versions
- Dekho Magar Pyaar Se (Star Plus, 2004)
- Manjalara (TV3, 2007)
- Llena de amor (Televisa, 2010)